# Ruggero Bernardo I di Foix
Ruggero Bernardo I di Foix, detto il Grosso; in francese: Roger-Bernard Ier de Foix (1130 circa – novembre 1188), fu conte di Foix dal 1148 fino alla sua morte.

## Origine

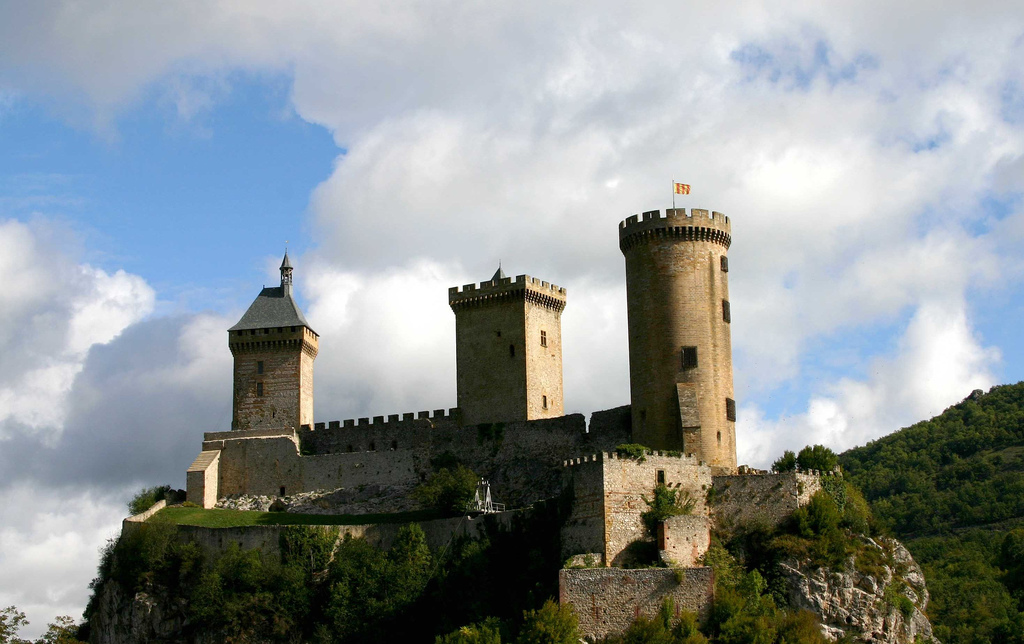
Il castello di Foix

Ruggero Bernardo, secondo il documento n° LXXXVIII del volume IV delle Note della Histoire Générale de Languedoc, Tome IV, era figlio del conte di Foix, Ruggero III e della moglie Jimena di Barcellona (Roggerus-Bernardi comes Fuxensis, filius Roggerii et Xaminiæ), che era figlia del conte di Barcellona Raimondo Berengario III e di Maria Díaz de Vivar (ca. 1081-1105), seconda figlia del Cid Campeador) e della cugina del re di León e Castiglia, Alfonso VI, doña Jimena, figlia del conte di Oviedo e delle Asturie Diego Fernández e della contessa Cristina Fernández (secondo alcuni storici Jimena di Barcellona era la figlia di Raimondo Berengario III e della terza moglie di Raimondo Berengario III, la Contessa di Provenza, Dolce I.
Ruggero III di Foix, secondo il documento n° LXXIII del volume IV delle Note della Histoire Générale de Languedoc, Tome IV, era figlio del conte di Foix, Ruggero II e della seconda moglie Stefania di Besalù, che, secondo la Histoire générale de Languedoc era una nobile originaria della Bassa Provenza (dame du pays de marches de la Basse Provence), figlia di Guglielmo II Trunus di Besalú e Ripoll, ( † verso il 1066) e della moglie, che secondo il documento n° 364 delle Preuves de l'Histoire Générale de Languedoc, Tome V, era Stefania di Provenza ( † 1085), che era figlia del conte di Provenza e conte di Arles, Goffredo I.

## Biografia
Secondo alcuni la morte di suo padre, Ruggero III, avvenne nel 1144, tra questi la Chroniques romanes des comtes de Foix, prontamente smentita dalla nota 3; secondo la Histoire générale de Languedoc, tomus IV, Ruggero fece una restituzione di diritti alla chiesa di Foix, nel 1145 e morì prima del 1149; gli succedette il figlio maschio, Ruggero Bernardo, che nel 1149, secondo il documento n° CXXXVIII delle Preuves de l'Histoire Générale de Languedoc, Notes, tomus IV, viene citato come conte di Foix (Roggerus-Bernardi comes Fuxensis) .

### La politica di Ruggero Bernardo
I suoi antenati e predecessori erano sempre stati fedeli alleati dei conti di Tolosa ma Ruggero Bernardo modificò questa linea politica per entrare nel campo barcellonese, forse per via della parentela materna; nel 1151, Ruggero Bernardo, dopo aver stretto un'alleanza con Raimondo Trencavel, visconte di Carcassonne, d'Albi e di Béziers, riconobbe come suo signore il conte di Barcellona.
Sotto il regno di Ruggero Bernardo I la autorità comitale di Foix consolidò il proprio potere all'interno della sua zona di influenza. Molti feudatari della contea come quelli di Mirepoix, Quie, Roquefort o Génat li ossequiavano ed anche i signori di Dun si unirono ai Foix a spese della contea di Tolosa.
Durante il suo regno egli favorì l'appianamento delle liti fra la Chiesa e la contea di Foix. Per due volte (nel 1149 e nel 1163) restituì alcuni beni alla chiesa di Sant'Antonino a Pamiers.
Una divisione ereditaria alla pari fu conclusa fra la contea ed i religiosi di Pamiers, mentre un'altra ebbe luogo nel 1168 con l'Abbazia di Saint-Volusien à Foix.
Egli fece inoltre donazioni alla Abbazia di Boulbonne.
Durante il regno di Ruggero Bernardo poi, ebbe inizio l'attività dei càtari in Linguadoca, e questo ebbe conseguenze anche nella famiglia dei Foix, soprattutto per la conversione all'eresia da parte della figlia di Ruggero Bernardo, Esclarmonde, influenzando notevolmente anche la politica dei suoi successori. Già a quei tempi la contea di Foix, assieme alla contea di Tolosa era considerata la culla della Eresia catara.

### Guerre in Occitania

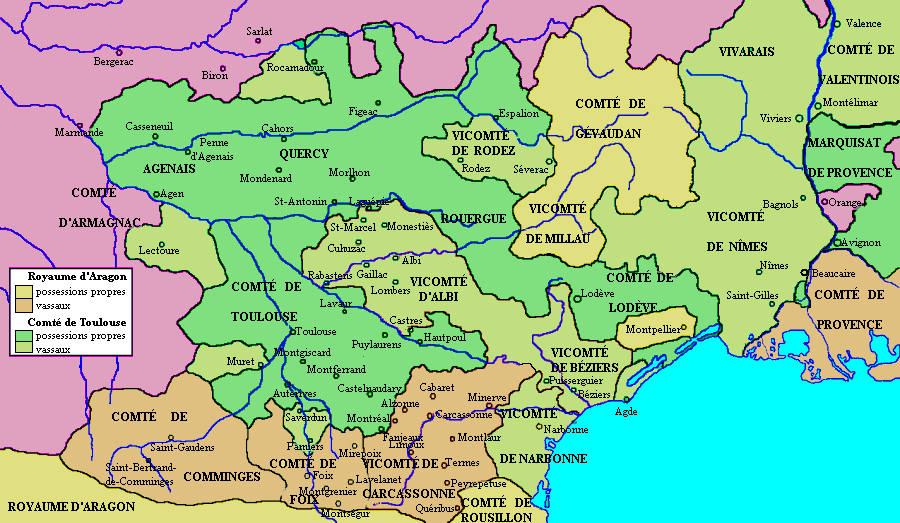
La Linguadoca alla fine del XII secolo

Nel 1151 egli si unì ad una coalizione formata dal suocero Raimondo Trencavel, visconte di Carcassonne, d'Albi e di Béziers, da Guglielmo VII di Montpellier e da suo zio, Raimondo Berengario IV di Barcellona contro il conte Raimondo V di Tolosa. Raimondo Trencavel fu fatto prigioniero e la coalizione fu sconfitta nell'ottobre del 1153
Ruggero Bernardo non si unì più all coalizione del 1158 che comprendeva anche Enrico II Plantageneto, che fece la guerra al conte di Tolosa, nel 1159.
Nel 1156 Ruggero Bernardo aveva fatto fortificare la rocca di Saverdun con una torre, il che diede luogo ad altra lite che fu composta solo nel 1167. In quello stesso anno Alfonso II, re di Aragona, cugino di Ruggero Bernardo, manifestò l'intenzione di affidargli formalmente la signorìa su Carcassonne e su Razès, il che sarebbe andato a scapito del cognato Ruggero II di Trencavel, che fino ad allora era stato un fedele alleato della casa di Aragona. Quest'ultimo quindi concluse un'alleanza con l'ex nemico di Ruggero Bernardo, il conte di Tolosa.
Quando Alfonso II nel 1170 attraversò i Pirenei con il suo esercito, le truppe di Ruggero Bernardo si unirono alle sue. Il programma dei catalani tuttavia fallì dopo che, a parte Béziers, non gli riuscì di conquistare alcuna piazza importante. In particolare la città di Rhedae (oggi Rennes-le-Château) gli resistette così duramente che Alfonso dovette raderla al suolo.
La guerra terminò nel 1171 ed Alfonso guadagnò la rocca di Peyrepertuse e qualche altro piccolo vantaggio nella Fenouillèdes mentre Ruggero II di Trencavel dovette nel novembre dello stesso anno tornare nell'orbita aragonese.
Nel 1185 egli si unì ancora ad un'alleanza fra suo cugino Ruggero II Trencavel, Guglielmo VIII di Montpellier, Bernardo IV di Comminges, Enrico II d'Inghilterra e Alfonso I di Aragona contro la contea di Tolosa. Egli partecipò a numerose incursioni nel tolosano e già nel 1185, Alfonso di Aragona lo nominò governatore di Provenza.
Ruggero Bernardo morì tre anni dopo; secondo la Chroniques romanes des comtes de Foix la morte di Ruggero Bernardo I avvenne nel 1188, precisamente nel mese di novembre e fu inumato nella Abbazia di Boulbonne; gli succedette il figlio secondogenito, Raimondo-Ruggero, come prova una donazione di Raimondo Ruggero all'abbazia di Boulbonne

## Matrimonio e discendenza
L'11 luglio 1151 Ruggero Bernardo, per cementare l'alleanza con Raimondo I Trencavel, visconte di Carcassonne, d'Albi e di Béziers, ne aveva sposato la figlia, Cecilia Trencavel, figlia appunto di Raimondo I e della sua prima moglie, Adelaide, di cui non si conoscono gli ascendenti e che portò in dote a Ruggero Bernardo, oltre una cospicua cifra in denaro due castelli e un dominio sul corso dell'Ariège.
Da questo matrimonio nacquero cinque figli:
- Ruggero (†1182, deceduto senza figli), citato nel documento n° CLXXXIII del volume IV delle Note della Histoire Générale de Languedoc, Tome IV[22]
- Raimondo-Ruggero (1152 – 1223), conte di Foix, come da documento n° XXXIII della Histoire Générale de Languedoc, Tome V[23]
- Esclarmonde[24] († dopo il 1215), andata sposa a Jourdain de l'Isle-Jourdain, signore dell'Isle-Jourdain, visconte di Grimoes e protettrice degli eretici, come ci conferma la Chronique de maître Guillaume de Puylaurens sur la guerre des Albigeois [25],
- Sibilla, andata sposa a Ruggero I, visconte di Conserans, come è indicato nelle Europäische Stammtafeln[26], vol III.3 cap. 404b (non consultate)[18];
- una figlia andata sposa nel 1162 a Arnaud Guillaume de Marquefave[27]; secondo lo storico francese Jean de Jaurgain poteva essere Geralda andata sposa a Bernardo di Lomagne, capostipite della casa di Lomagne dei conte d'Armagnac e di Fezensac[28].

## Ascendenza
|                                       |                                      |                                     | Genitori                     |  |  | Nonni |  |  | Bisnonni         |  |  | Trisnonni                |  |
|                                       |                                      |                                     |                              |  |  |       |  |  | Pietro I di Foix |  |  | Bernardo Ruggero di Foix |  |
|                                       |                                      |                                     |                              |  |  |       |  |  | Pietro I di Foix |  |  | Bernardo Ruggero di Foix |  |
|                                       |                                      | Garsenda di Bigorre                 |                              |  |  |       |  |  | Pietro I di Foix |  |  |                          |  |
| Ruggero II di Foix                    |                                      |                                     |                              |  |  |       |  |  | Pietro I di Foix |  |  |                          |  |
|                                       |                                      | Letgarda                            | …                            |  |  |       |  |  |                  |  |  |                          |  |
|                                       |                                      | Letgarda                            | …                            |  |  |       |  |  |                  |  |  |                          |  |
|                                       |                                      | Letgarda                            | …                            |  |  |       |  |  |                  |  |  |                          |  |
| Ruggero III di Foix                   |                                      | Letgarda                            |                              |  |  |       |  |  |                  |  |  |                          |  |
|                                       |                                      | Guglielmo II di Besalu              | …                            |  |  |       |  |  |                  |  |  |                          |  |
|                                       |                                      | Guglielmo II di Besalu              | …                            |  |  |       |  |  |                  |  |  |                          |  |
|                                       |                                      | Guglielmo II di Besalu              | …                            |  |  |       |  |  |                  |  |  |                          |  |
| Stefania di Besalu                    |                                      | Guglielmo II di Besalu              |                              |  |  |       |  |  |                  |  |  |                          |  |
|                                       |                                      | Stefania di Provenza                | Goffredo I di Provenza       |  |  |       |  |  |                  |  |  |                          |  |
|                                       |                                      | Stefania di Provenza                | Goffredo I di Provenza       |  |  |       |  |  |                  |  |  |                          |  |
|                                       |                                      | Stefania di Provenza                | Stefania o Dolce di Provenza |  |  |       |  |  |                  |  |  |                          |  |
| Ruggero Bernardo I di Foix            |                                      | Stefania di Provenza                |                              |  |  |       |  |  |                  |  |  |                          |  |
|                                       | Raimondo Berengario II di Barcellona | Raimondo Berengario I di Barcellona |                              |  |  |       |  |  |                  |  |  |                          |  |
|                                       | Raimondo Berengario II di Barcellona | Raimondo Berengario I di Barcellona |                              |  |  |       |  |  |                  |  |  |                          |  |
|                                       | Raimondo Berengario II di Barcellona | Almodis de La Marche                |                              |  |  |       |  |  |                  |  |  |                          |  |
| Raimondo Berengario III di Barcellona | Raimondo Berengario II di Barcellona |                                     |                              |  |  |       |  |  |                  |  |  |                          |  |
|                                       |                                      | Matilde d'Altavilla                 | Roberto il Guiscardo         |  |  |       |  |  |                  |  |  |                          |  |
|                                       |                                      | Matilde d'Altavilla                 | Roberto il Guiscardo         |  |  |       |  |  |                  |  |  |                          |  |
|                                       |                                      | Matilde d'Altavilla                 | Sichelgaita di Salerno       |  |  |       |  |  |                  |  |  |                          |  |
| Jimena di Barcellona                  |                                      | Matilde d'Altavilla                 |                              |  |  |       |  |  |                  |  |  |                          |  |
|                                       |                                      | El Cid                              | Diego Laínez                 |  |  |       |  |  |                  |  |  |                          |  |
|                                       |                                      | El Cid                              | Diego Laínez                 |  |  |       |  |  |                  |  |  |                          |  |
|                                       |                                      | El Cid                              | Teresa Rodríguez             |  |  |       |  |  |                  |  |  |                          |  |
| Maria Díaz de Vivar                   |                                      | El Cid                              |                              |  |  |       |  |  |                  |  |  |                          |  |
|                                       |                                      | Jimena Díaz                         | Diego Fernández di Oviedo    |  |  |       |  |  |                  |  |  |                          |  |
|                                       |                                      | Jimena Díaz                         | Diego Fernández di Oviedo    |  |  |       |  |  |                  |  |  |                          |  |
|                                       |                                      | Jimena Díaz                         | Cristina Fernández           |  |  |       |  |  |                  |  |  |                          |  |
|                                       |                                      | Jimena Díaz                         |                              |  |  |       |  |  |                  |  |  |                          |  |

### Fonti primarie
- (LA)  Histoire Générale de Languedoc, Tome IV, Notess.
- (LA)  Histoire Générale de Languedoc, Tome V, Notess.
- (LA)  Histoire Générale de Languedoc, Preuves, Tome V.
- (OC, FR)  Chroniques romanes des comtes de Foix.

### Letteratura storiografica
- E.F. Jacob, Innocenzo III, in «Storia del mondo medievale», vol. V, 1999, pp. 5–53
- Rafael Altamira, La Spagna (1031-1248, in «Storia del mondo medievale», vol. V, 1999, pp. 865–896
- (FR)  Chronique de maître Guillaume de Puylaurens sur la guerre des Albigeois.
- (FR) La Vasconie, étude historique et critique, vol II, su 1886.u-bordeaux-montaigne.fr. URL consultato il 23 dicembre 2018 (archiviato dall'url originale il 15 dicembre 2018).